# Sierra-leonisches Rotes Kreuz
Das Sierra-leonische Rote Kreuz (englisch Sierra Leone Red Cross Society, SLRCS) ist die nationale Gesellschaft des Roten Kreuzes in Sierra Leone nach den Genfer Rotkreuz-Abkommen und als solche Teil der Internationalen Rotkreuz- und Rothalbmond-Bewegung. Die Organisation wurde im Jahre 1962 auf Grundlage eines vom Parlament beschlossenen Gesetzes gegründet und hat ihren Sitz in der sierra-leonischen Hauptstadt Freetown. 
Heute (Stand August 2017) hat die Organisation Niederlassungen in allen 14 Gebieten Sierra Leones. Amtierender Präsident der Organisation ist Edward Tamba Ngandi, der bis 2012 als Registrar of the University of Sierra Leone in Erscheinung trat (Stand August 2017).

## Geschichte
Die Organisation wurde im Jahre 1962 gegründet und setzte sich in den letzten Jahren vor allem für den Kampf gegen die Ebola-Viruskrankheit ein, wobei die WHO im Oktober 2015 noch berichtete, dass es etwas mehr als 14.000 infizierte Personen (darunter auch Verdachtsfälle) in Sierra Leone geben würde. Ende 2015 vermeldete die WHO, dass Ebola-Epidemie in Westafrika gestoppt und Sierra Leone ebola-frei sei. Im August 2017 war die Organisation vor allem bei den Hilfeleistungen nach den schweren Unwettern mit mehr als 400 Toten und über 600 Vermissten beteiligt.